# Ньюпорт Каунти
«Нью́порт Ка́унти» (полное название — Клуб футбола ассоциации «Ньюпорт Каунти»; англ. Newport County Association Football Club; валл. Clwb Pêl-droed Sir Casnewydd) — валлийский профессиональный футбольный клуб из города Ньюпорт, Южный Уэльс. Образован в 1912 году. Домашние матчи проводит на стадионе «Родни Пэрейд».
В сезоне 2009/10 клуб стал чемпионом Южной конференции и вышел в Национальную конференцию. В 2013 году занял третье место в Национальной конференции и, выиграв серию плей-офф, вышел в Лигу 2, четвёртый по значимости дивизион в системе футбольных лиг Англии, где выступает по настоящее время.

## История

### 1912—1988

#### Повышение в лигах
Первоначальное прозвище «Ньюпорт Каунти», «железнобокие» (The Ironsides), было получено командой из-за базирования в одном городе с известной сталелитейной компанией. Команда стартовала в Южной лиге в 1912 году. Официально клуб назывался «Ньюпорт энд Монмэт Каунти», хотя вскоре было принято более короткое название. Клуб был реформирован в 1919 году и был впервые избран в Футбольную лигу в 1920 году. Команда не была переизбрана в Футбольную лигу после сезона 1930/31, но вернулась в неё в сезоне 1932/33. После почти двадцати лет пребывания в Третьем дивизионе команда выиграла этот турнир в 1939 году и получила право выйти во Второй дивизион Футбольной лиги.

#### Второй дивизион
Надежды на успешное выступление во Втором дивизионе были велики, но в сезоне 1939/40 были сыграны только три игры, а сезон был прерван в связи с вступлением Великобритании в войну.

## Достижения
- Третий южный дивизион Футбольной лиги:
  - Победитель: 1938/39
- Национальная конференция
  - Победитель плей-офф: 2012/13
- Южная конференция
  - Победитель: 2009/10
- Южная футбольная лига
  - Победитель: 1994/95
  - Вице-чемпион: 1998/99
- Первая лига Уэльса
  - Победитель (5): 1928, 1937, 1955, 1975, 1980
- Кубок Уэльса
  - Победитель: 1979/80
  - Финалист (2): 1962/63, 1986/87
- Трофей ФА
  - Финалист: 2011/12